# 'n Beetje
'n Beetje (Mali dio) (Ponekad krivo napisano „Een Beetje”) je pjesma koju je pjevala nizozemska pjevačica Teddy Scholten i koja pobijedila na Euroviziji 1959. To je bila druga pobjeda za Nizozemsku u 4 godine natjecanja.
Pjesma je nešto bržeg tempa nego pobjedničke pjesme iz prošlih godina. Pjesma govori o ženi koju je ljubavnik pitao da li mu je bila vjerna, na što je ona odgovorila „Malim dijelom”. Pjevačica uz ovo priznanje navodi kako je „svatko barem jednom u životu zaljubljen” te kako u životu puno stvari navodi osobu na razuzdanu ljubav (Mjesečina, crvene ruže, romansa malog kafića...). Slušatelju se šalje poruka da nitko u životu ne može biti vječno vjeran jednoj osobi. Teddy Scholten je uz originalnu pjesmu na nizozemskom snimila i verzije na njemačkom (Sei Ehrlich - Budite iskreni), talijanskom, (Un poco - Malo), i švedskom (Om våren - U proljeće).
Pjesma je izvedena peta po redu na natjecanju poslije Mon ami Pierrot Jaquesa Pillsa i prije Heute Abend wollen wir tanzen geh'n Alice i Ellen Kessler. Makar je pobijedila, Nizozemska sljedeće godine nije ugostila natjecanje nego je tu čast i dužnost prepustila Velikoj Britaniji.